# Segona divisió espanyola de futbol 2011-2012
La temporada 2011/12 de la Lliga Adelante correspon a la 81a edició de la Segona divisió espanyola de futbol. Va començar el 26 d'agost de 2011 i acabà el 10 de juny de 2012. Inicialment el torneig hauria començat el dia 20 d'agost, però l'AFE va iniciar una vaga com a mesura de pressió per aconseguir millors condicions en el conveni col·lectiu, raó per la qual no es va poder jugar la primera jornada de lliga en la data prevista.
Aquesta temporada s'inicià amb un debutant a la categoria, el CD Guadalajara.

## Sistema de competició
La Segona divisió espanyola 2010/11 està organitzada per la Lliga Nacional de Futbol Professional (LFP).
Com en temporades precedents, la Segona Divisió 2011/12 consta d'un grup únic integrat per 22 clubs de tota la geografia de l'estat espanyol. Seguint un sistema de lliga, els 22 equips s'enfronten tots contra tots en dues ocasions -una en camp propi i una altra en camp contrari- sumant un total de 42 jornades. L'ordre d'emparellaments es va decidir per sorteig abans de començar la competició.
La classificació final s'estableix d'acord amb els punts obtinguts en cada enfrontament, a raó de tres per partit guanyat, un per empatat i cap en cas de derrota. Si en finalitzar el campionat dos equips igualessin a punts, els mecanismes per desempatar la classificació són els següents:
1. Qui tingui una major diferència entre gols a favor i en contra en els enfrontaments entre tots dos.
2. Si persisteix l'empat, es tindrà en compte la diferència de gols a favor i en contra en totes les trobades del campionat.

Si l'empat a punts és entre tres o més clubs, els successius mecanismes de desempat seran els següents:
1. La millor puntuació de la que a cada un correspongui d'acord amb els resultats dels partits jugats entre si pels clubs implicats.
2. La major diferència de gols a favor i en contra, considerant únicament els partits jugats entre si pels clubs implicats.
3. La major diferència de gols a favor i en contra tenint en compte totes les trobades del campionat.
4. El major nombre de gols a favor tenint en compte totes les trobades del campionat.
5. El club millor classificat d'acord amb els barems de fair play.

### Efectes de la classificació
Aquesta és la segona temporada en què s'aplica el nou sistema d'ascens a primera divisió: L'equip que més punts sumi al final del campionat serà proclamat campió la Lliga de Segona Divisió i obtindrà automàticament l'ascens a Primera Divisió per a la temporada, juntament amb el subcampió. Els quatre següents classificats (llocs del 3r al 6è) disputaran un play off per eliminació directa a doble partit -anada i tornada- el vencedor final obtindrà també l'ascens a Primera Divisió. Les places a Segona Divisió dels tres equips ascendits serà cobertes la temporada pels tres últims classificats, aquesta temporada, a Primera.
Per la seva banda, els quatre últims classificats de Segona Divisió (llocs del 19è al 22è) seran descendits a Segona Divisió B. D'aquesta n'ascendiran els quatre guanyadors de la promoció, per reemplaçar als equips que descendeixin.

## Equips i estadis

### Ascensos i descensos
| Posició | Descensos de 1a Divisió    |
| ------- | -------------------------- |
| 18è     | RC Deportivo de La Corunya |
| 19è     | Hèrcules CF                |
| 20è     | UD Almería                 |

| Ascensos de 2a Divisió B |
| ------------------------ |
| Reial Murcia (Campió)    |
| CE Sabadell (Subcampió)  |
| CD Alcoià                |
| CD Guadalajara           |

| Equip                   | Entrenador            | Ciutat                     | Estadi                                        | Capacitat | Marca   | Patrocinador                         |
| ----------------------- | --------------------- | -------------------------- | --------------------------------------------- | --------- | ------- | ------------------------------------ |
| AD Alcorcón             | Juan Antonio Anquela  | Alcorcón                   | Estadi Santo Domingo                          | 5.607     | Erreà   | -                                    |
| CD Alcoià               | David Porras          | Alcoi                      | Estadi El Collao                              | 4.500     | Rasán   | Unión Alcoyana                       |
| UD Almería              | Lucas Alcaraz         | Almería                    | Estadi dels Jocs Mediterranis                 | 22.000    | Rasán   | Urcisol                              |
| FC Barcelona B          | Eusebio Sacristán     | Barcelona                  | Mini Estadi                                   | 15.276    | Nike    | Qatar Foundation                     |
| FC Cartagena            | Carlos Ríos           | Cartagena                  | Estadi Cartagonova                            | 14.532    | Kelme   | Fundación Teatro Romano de Cartagena |
| Celta de Vigo           | Paco Herrera          | Vigo                       | Balaídos                                      | 31.800    | Li Ning | Citroën                              |
| Córdoba CF              | Paco Jémez            | Còrdova                    | Estadi Nuevo Arcángel                         | 22.221    | CCF     | Cajasur                              |
| Deportivo de la Corunya | José Luis Oltra       | La Corunya                 | Estadi de Riazor                              | 34.600    | Lotto   | Estrella Galicia                     |
| Elx CF                  | José Bordalás         | Elx                        | Martínez Valero                               | 36.017    | Acerbis | Comunitat Valenciana                 |
| Gimnàstic de Tarragona  | Jorge d'Alessandro    | Tarragona                  | Nou Estadi                                    | 16.600    | N       | Tarragona                            |
| Girona FC               | Raül Agné             | Girona                     | Municipal de Montilivi                        | 9.282     | Nike    | Grup Disbesa Darnés                  |
| CD Guadalajara          | Carlos Terrazas       | Guadalajara                | Estadi Pedro Escartín                         | 8.000     | Joma    | Caja de Guadalajara                  |
| Hèrcules CF             | Juan Carlos Mandiá    | Alacant                    | Estadi José Rico Pérez                        | 29.500    | Nike    | Comunitat Valenciana                 |
| SD Huesca               | Quique Hernández      | Osca                       | Estadi El Alcoraz                             | 5.300     | Bemiser | Caja Inmaculada                      |
| UD Las Palmas           | Juan Manuel Rodríguez | Las Palmas de Gran Canaria | Estadi de Gran Canaria                        | 31.250    | KS      | La Caja de Canarias                  |
| Reial Murcia            | Iñaki Alonso          | Múrcia                     | Nueva Condomina                               | 31.179    | Joma    |                                      |
| CD Numancia             | Pablo Machín          | Sòria                      | Nuevo Estadio Los Pajaritos                   | 10.200    | Erreà   | Solarig                              |
| Recreativo de Huelva    | Álvaro Cervera        | Huelva                     | Nuevo Colombino                               | 21.670    | Cejudo  | Cajasol                              |
| CE Sabadell             | Lluís Carreras        | Sabadell                   | Nova Creu Alta                                | 20.000    | Kelme   |                                      |
| Vila-real CF B          | Julio Velázquez       | Vila-real                  | Ciutat Esportiva del Vila-real Club de Futbol | 5.000     | Xtep    | Comunitat Valenciana                 |
| Reial Valladolid        | Miroslav Đukić        | Valladolid                 | Estadi José Zorrilla                          | 26.512    | Kappa   |                                      |
| Xerez CD                | Vicente Moreno        | Jerez de la Frontera       | Estadi Municipal de Chapín                    | 20.523    | Cejudo  | Cajasol                              |

### Equips per Comunitat Autònoma
| Comunitat Autònoma  | úm.º | Equips                                                         |
| ------------------- | ---- | -------------------------------------------------------------- |
| Andalusia           | 4    | UD Almería, Recreativo de Huelva, Córdoba CF, Xerez CD         |
| Catalunya           | 4    | FC Barcelona B, Girona FC, CE Sabadell, Gimnàstic de Tarragona |
| País Valencià       | 4    | Elx CF, Hèrcules CF, Vila-real B, Alcoià                       |
| Galícia             | 2    | R.C. Deportivo de La Corunya i Celta de Vigo                   |
| Regió de Múrcia     | 2    | FC Cartagena, Reial Múrcia CF                                  |
| Castella i Lleó     | 2    | CD Numancia, Reial Valladolid                                  |
| Aragó               | 1    | SD Huesca                                                      |
| Canàries            | 1    | UD Las Palmas                                                  |
| Comunitat de Madrid | 1    | AD Alcorcón                                                    |
| Castella-La Manxa   | 1    | CD Guadalajara                                                 |